# John Lennon Signature Box
John Lennon Signature Box är en samlingsbox med elva John Lennon-CD-skivor, vilken utgavs den 4 oktober 2010. Allt material är remastrat och i digitalt format från originalbanden. Skiva ett till nio är de tidigare släppta skivorna under Lennons karriär.

## Skivlista
- CD 1: John Lennon/Plastic Ono Band (1970)
- CD 2: Imagine (1971)
- CD 3 & 4: Some Time in New York City (1972)
- CD 5: Mind Games (1973)
- CD 6: Walls and Bridges (1974)
- CD 7: Rock 'n' Roll (1975)
- CD 8: Double Fantasy (1980)
- CD 9: Milk and Honey (musikalbum) (1984)

### CD 10: Singlar
1. "Power to the People" - 3:25
2. "Happy Xmas (War Is Over)" - 3:34
3. "Instant Karma! (We All Shine On)" - 3:21
4. "Cold Turkey" - 5:03
5. "Move Over Ms. L" - 2:58
6. "Give Peace a Chance" - 4:55

### CD 11: Heminspelningar
1. "Mother" - 4:25
2. "Love" - 2:39
3. "God" - 4:35
4. "I Found Out" - 4:34
5. "Nobody Told Me" - 3:13
6. "Honey Don't" - 1:40
7. "One of the Boys" - 2:39
8. "India, India" - 3:07
9. "Serve Yourself" - 5:21
10. "Isolation" - 3:07
11. "Remember" - 5:29
12. "Beautiful Boy (Darling Boy)" - 4:11
13. "I Don't Want To Be A Soldier" - 3:26